# Стандардни језик
Стандардни језик, стандардни дијалект или књижевни језик представља кодификовани или уређени облик језика, који подржава нека институција. Ова подршка може да укључује подршку државе. Стандардни језик може бити представљен као „правилан“ облик језика у школама, за који постоје граматике, речници и уџбеници који постављају „правилан“ говорни и писани облик. Могу да постоје стандардни дијалекти повезани са језиком. На пример, стандардни амерички енглески, британски енглески, стандардни индијски енглески могу бити сматрани стандардним дијалектима енглеског језика.
Нестандардни дијалект, као и стандардни дијалект, има потпун речник, граматику и синтаксу, али не и добробит институције која га подржава. Нормирање српског језика врши се кроз Правопис српскога језика.
У источноевропској лингвистичкој традицији се термин "књижевни/литерарни језик" уобичајено раби као синоним термина "стандардни језик", иако неки аутори сматрају литерарни језик једним од функционалних стилова језика, стављајући га у опозицију говорном идиому, или третирају тај појам као израз за "језик књижевности".

## Карактеристике стандардног језика
- Кодификована граматика - прописује облик говорне комуникације
- Кодификован правопис - прописује облик писане комуникације
- Прописана лексика (речник) - прописује речи које су у духу дотичног језика

## Строгост норми
Није сваки језик нормиран једнако строго, односно са једнаким захтевима.
Стандардизовани/стандардни језици су нпр:
- српски језик
- енглески језик
- немачки језик
- хрватски језик

Слабо нормирани:
- шпански језик

Две језичке норме:
- норвешки језик